# Bupleurum handiense
Bupleurum handiense là một loài thực vật có hoa trong họ Hoa tán. Loài này được (Bolle) G.Kunkel mô tả khoa học đầu tiên năm 1976.

## Hình ảnh

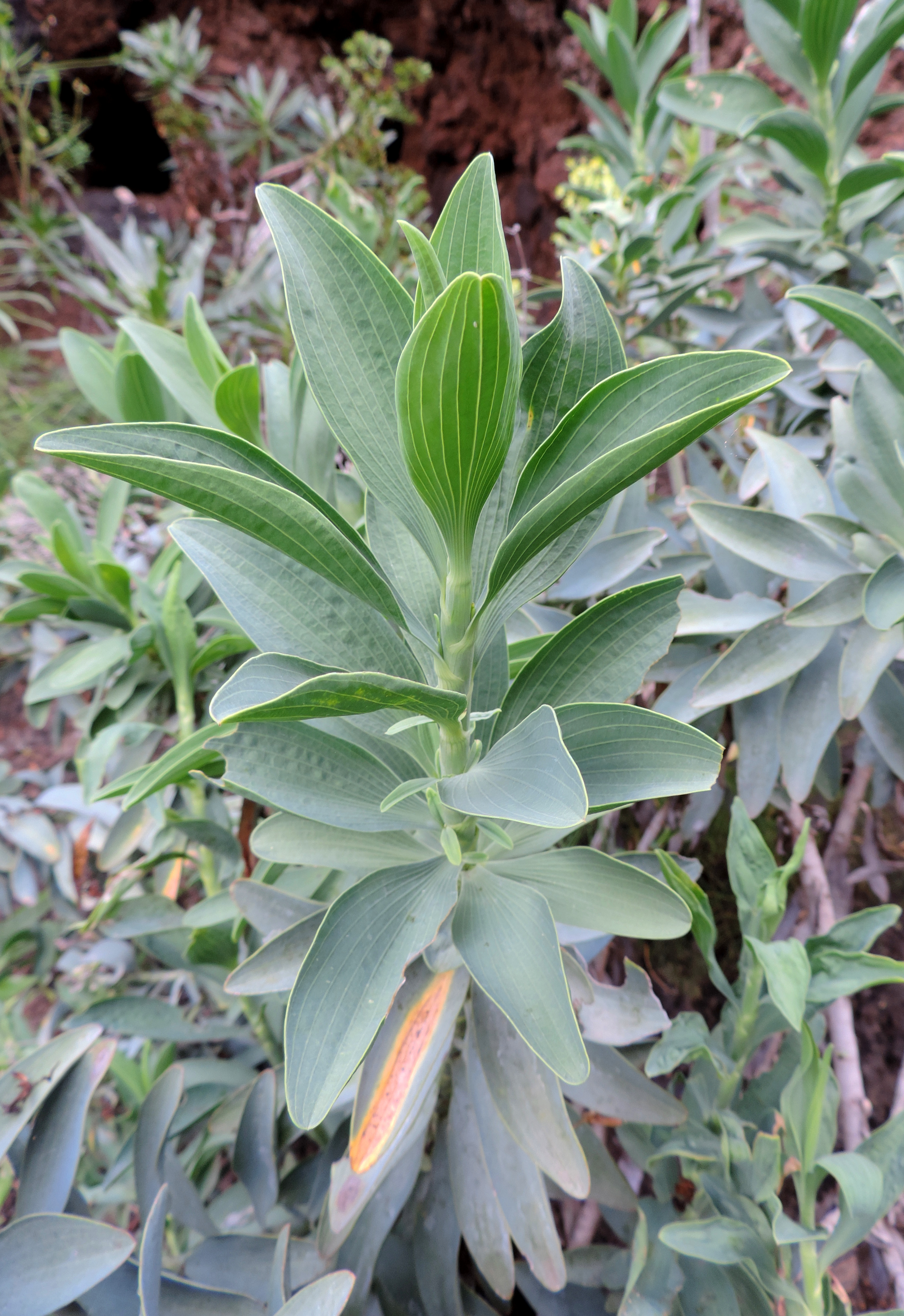
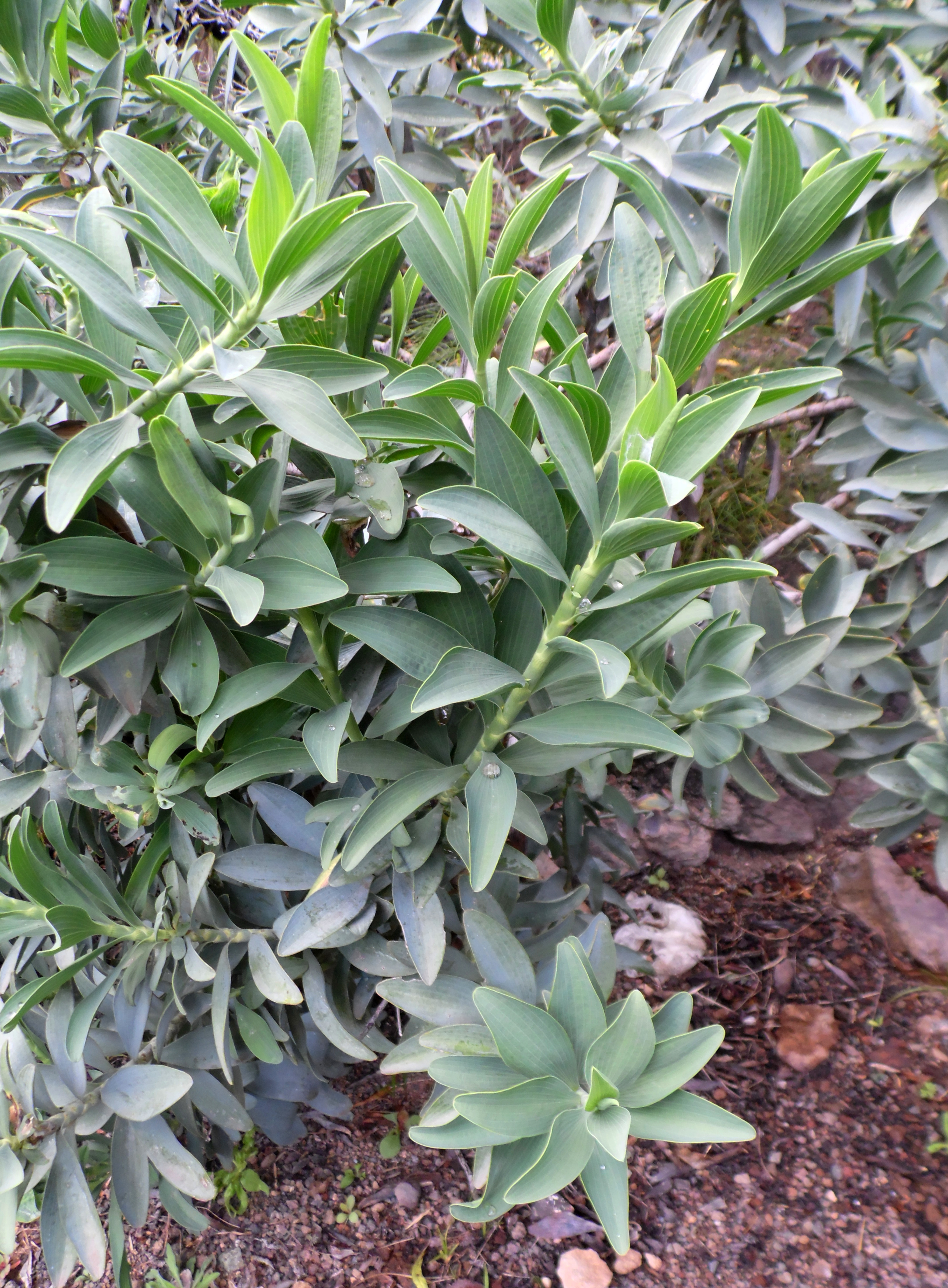